# Баранов, Александр Николаевич (писатель)
Александр Николаевич Баранов (1864 — 1935) — русский писатель, публицист, общественный деятель.

## Биография
Александр Баранов родился 11 (23) августа 1864 года в Вятке в семье коллежского регистратора, имел дворянское происхождение. В 1878 году окончил уездное училище, затем учился в Вятском реальном училище, откуда был исключён в 1882 году из выпускного класса по причине «неблагонадёжности».
Был сапожником, работал на производстве хлеба, масла и сыра. Стоял на учёте в правоохранительных органах. Жил в Казани, где в 1887 году был задержан за участие в студенческом волнении. С 1893 года на земской службе в Вятской губернии: землемер в Малмыже, с 1898 года — в Елабуге; с 1901 года работал страховым агентом в Слободском. С мая 1908 работал страховым агентом в Уфимском земстве (Усть-Катавский Завод, с 1909 года — Набережные Челны, с 1912 года — Уфа). С 1913 года снова жил в Вятке, занимался вопросами страхования и статистикой, опубликовал две брошюры о борьбе с сельскими пожарами. В 1927 году вышел на пенсию, в 1929 году переехал в Москву, где прожил до смерти 20 декабря 1935 года.

## Творчество
Как писатель дебютировал в 1887 году сказкой «Три феи». Сотрудничал с издательствами «Самарская газета», «Нижегородский листок», «Волгарь», «Казанский вестник», «Вятский край». Издал несколько книг, в том числе «Осень» (1891), которая получила положительные отзывы Льва Толстого. Вместе с О. М. Жирновым поднял вопрос о мултанском деле в печать, привлёк к защите удмуртов села Старый Мултан Владимира Короленко. Соавтор 2-го (Елабуга, 1895) и автор 3-го (Мамадыш, 1896) судебных отчётов по делу, автор публицистических разоблачений несправедливого обвинения. Ему принадлежит значительная роль в создании вокруг дела общественного мнения.
Рассказы Баранова повествуют о бедности и голоде «интеллигентного пролетария». Их характерные сюжеты — разрушение мечты героя при столкновении с реалиями жизни, нравственная несостоятельность и идейная растерянность людей, которые оказались на социальном дне. Пессимистическими настроением проникнуты сказки Баранова, которые по своей сути близки к аллегориям или притчам.